# Charles Simonyi
Charles Simonyi (ungerska: Simonyi Károly), född 10 september 1948 i Budapest, ungersk-amerikansk programmerare som mellan 1981 och 2002 arbetade hos Microsoft. Simonyi var en av toppmännen inom Microsoft där han var chefsprogrammerare och en av projektledarna bakom Microsoft Word och Excel. Simonyi grundade år 2002 Intentional Software Corporation. Simonyi uppfann ungersk notation, som har fått sitt namn av hans ursprungsland.

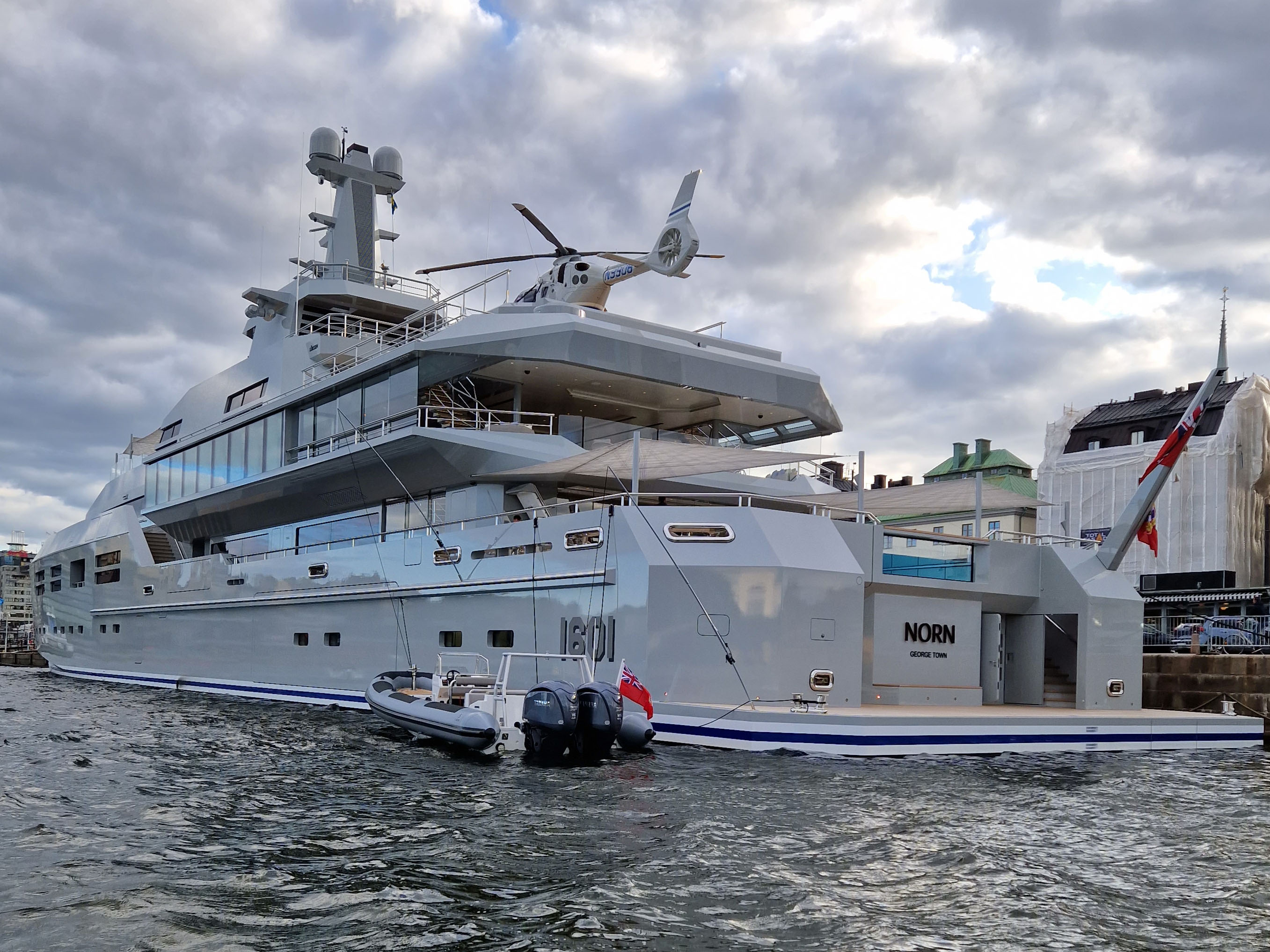
Norn i Stockholm, juni 2023

Simonyi äger superyachten Norn  och har tidigare ägt Skat  och blev den femte privatpersonen att prova på att bli en rymdturist. Han blev också 26 mars 2009 den förste rymdturist att färdas till den internationella rymdstationen ISS en andra gång. Simonyi har betalat omkring 60 miljoner dollar för sina två rymdfärder.
Charles Simonyi har donerat medel för The Simonyi Professorship vid University of Oxford, England, som tidigare innehades av Richard Dawkins. Simonyi stödjer på det sättet The Richard Dawkins Foundation for Reason and Science, som verkar för en vetenskaplig och rationell syn på världen, samt tar debatt mot kreationism och intelligent design.
Charles Simonyi hade i femton år ett förhållande med en av USA:s största tv-personligheter, Martha Stewart. Den 22 november 2008 gifte sig Simonyi med svenskan Lisa Persdotter.